# Platycnemis acutipennis
Platycnemis acutipennis – gatunek ważki z rodziny pióronogowatych (Platycnemididae). Występuje jedynie w Hiszpanii, Portugalii i Francji. Jest gatunkiem pospolitym. Występuje głównie w zbiornikach z wodą płynącą, często w dużych populacjach.